# Оксанен, Каарло
Ка́арло Ви́льгельм О́ксанен (фин. Kaarlo Vilhelm Oksanen; 11 января 1909, Гельсингфорс — 14 октября 1941, Суна, Карелия) — финский футболист, игравший на позиции защитника, актёр.

## Карьера футболиста
В 1927-1928 годах Оксанен играл за «Куллерво», которая была членом финской спортивной федерации рабочих (TUL). В то время финский футбол был поделён на две части: TUL и финскую футбольную федерацию (SPL), а сборная Финляндии состояла из SPL. Стал чемпионом TUL с Куллерво в 1928 году.
В 1929 году перешёл в состав ХПС, чтобы сыграть за сборную Финляндии. Дебют состоялся 20 октября 1929 года в товарищеском матче против Германии. Оксанен был основным игроком сборной, сыграв в 39 из 43 матчах между 1929 и 1937, но не был включен в состав на летние Олимпийские игры 1936 года в Берлине.

### Достижения
- Чемпион финской спортивной федерации рабочих: 1928
- Чемпион Финляндии: 1929, 1932, 1934, 1935

## Карьера актёра
Карьера актёра была в начале 1930-х годов. Его первая крупная роль в кинематографе была в фильме Теуво Тулио «Nuorena Nukkunut» в 1937 году, основанная на романе лауреата Нобелевской премии Ф. Э. Силланппя. В 1940 году Оксанен женился на актрисе Ракель Линнанхаймо (1909-2004).

### Фильмография
- Nuorena nukkunut (1937)
- Laulu tulipunaisesta kukasta (1938)
- Unelma karjamajalla (1940)
- Antreas ja syntinen Jolanda (1941)

## Достижения
ХПС
- Чемпион Финляндии (4): 1929,  1932, 1934, 1935

## Смерть
Во время Второй мировой войны Оксанен служил бегунком. Он был ранен на реке Суна в Восточной Карелии и умер в полевом госпитале в октябре 1941 года.